# Charmont (Marna)
Charmont è un comune francese di 234 abitanti situato nel dipartimento della Marna nella regione del Grand Est.

## Società

### Evoluzione demografica
Abitanti censiti